# Álvaro García de Zúñiga
Álvaro García de Zúñiga (Montevidéu, 1958 - Lisboa, 2014) é um escritor, encenador, realizador e compositor português de origem uruguaia.
Formado fundamentalmente em música (violino e composição com Norbert Brainin, Amadeus Quartet, Sergio Prieto, Roque de Pedro, etc.), o teatro musical leva-o para o "teatro tout court" e daí passa para outras literaturas.
Autor de peças de teatro, argumentos para cinema, uma adaptação para ópera, várias obras em prosa e poesia, a escrita leva-o à encenação de teatro e à realização cinematográfica e radiofónica.

## Obras

### Peças de Teatro
- Teatro Impossível
- O Teatro é Puro Cinema
- Sur Scène et Marne
- Lecture d'un texte pour le Théâtre
- Conferência de imprensa

### Teatro Radiofónico / Arte Acústica
- Manuel
- O Corpo do delito - versão radiofónica

### Obras Editadas
- Actueur - Ed. sat-lx-Plano 9 | blablalab, Lisboa 2006
- s/t - Ed. sat-lx-Plano 9 | blablalab, Lisboa 2006
- Juegos de estética, juegos de guerra : especificidad y comunicación — Texto do colóquio « Jogos de guerra, jogos de estética ». Ed. Colibri / FCFA Lisboa 2005
- Dechet  — NRF | Gallimard . Paris 2004.
- As Batalhas — DVD  interactivo. Edição Plano 9, Lisboa 2003.
- OmU / Théâtre Impossible — Ed. sat-lx-Plano 9, Lisboa 2002. Bilingue (français — allemand)
- A Finger for a Nose  — Entertainment Co. Ed. Entertainment Co., Oeiras 2000. Bilingue (port. — engl.)
- Théâtre Impossible Teatro Impossível  — Ed. Acarte/Gulbenkian, Lisboa  1998. Bilingue (fr. –port.)